# Доусон, Грант
Грант Доусон (англ. Grant Dawson; род. 20 февраля 1994 год, Кэмбрия, Висконсин, США) — американский боец смешанного стиля, выступающий под эгидой UFC в лёгкой весовой категории. Занимает 14 строчку официального рейтинга UFC в лёгком весе.

## Биография
Доусон родился в Кэмбрии, штат Висконсин, но большую часть жизни провёл в Стромсбурге, штат Небраска.
Изначально мечтая о карьере в американском футболе, Доусон начал заниматься борьбой.
Поняв, что он недостаточно хорош в американском футболе, он бросил этот вид спорта и сосредоточился исключительно на борьбе.
Он обучался дома до подросткового возраста и посещал школу Cross County Community School, где участвовал в школьных соревнованиях по борьбе, закончив свой последний сезон с результатом 40-8.
Окончив среднюю школу, но пропустив колледж из-за дислексии, Доусон решил продолжить карьеру в смешанных боевых искусствах.

## Карьера в MMA

### Ранняя карьера
После того, как Доусон установил любительский рекорд 8-1, он начал свою профессиональную карьеру в ММА в 2014 году. Он установил профессиональный рекорд 11-1 до участия в Contender Series Даны Уайта.

### Dana White’s Contender Series
Доусон появился в первом сезоне программы Dana White’s Contender Series 6. Он встретился с Адрианом Диасом 17 августа 2017 года и выиграл бой удушающим приемом сзади во втором раунде. После победы Доусон получил контракт с UFC.

### Ultimate Fighter Championship
Доусон дебютировал в UFC 9 марта 2019 года на UFC Fight Night: Льюис vs Дос Сантос против Джулиана Эросы.
Он выиграл бой единогласным решением судей.
Его следующий бой состоялся 18 мая 2019 года на UFC Fight Night: dos Anjos vs. Lee против Майкла Тризано. Он выиграл бой удушающим приемом сзади во втором раунде. Эта победа принесла ему первый бонус «Выступление вечера».
Доусон должен был встретиться с Чесом Скелли 18 января 2020 года на UFC 246.
Однако Доусон был отстранен из-за USADA во второй раз, когда первый случай был в ноябре 2017 года когда его отстранили из-за применение туринабола, который впоследствии был одобрен USDADA, поскольку не удалось определить, когда Доусон принял запрещенное вещество, и это привело к тому, что Спортивная комиссия штата Невада (NSAC) сняла его с UFC 246. Последующее заключение USADA не нашло никаких доказательств улучшения производительности при повторном приеме запрещенного препарата. Однако NSAC вернется к этому вопросу в июле 2020 года, чтобы принять решение о выдаче лицензии бойца Невады Доусону, и Доусон должен будет проходить тестирование дважды в месяц. Бой был перенесен на 29 февраля 2020 года на турнир UFC Fight Night: Benavidez vs. Figueiredo. 7 февраля 2020 года стало известно, что Скелли получил травму во время одной из тренировок и был вынужден сняться, и его заменил новичок промоушена Даррик Миннер.
На взвешивании Доусон также не смог сделать вес, набрав 149,5 фунтов, что на 3,5 фунта больше лимита полулегкого веса, он был оштрафован на 30 % от своего гонорара за бой, который достался Миннеру, и бой продолжился в промежуточном весе.
Доусон выиграл бой сабмишеном во втором раунде.
Доусон встретился с Надом Наримани 19 июля 2020 года на турнире UFC Fight Night: Figueiredo vs. Benavidez 2. Он выиграл бой единогласным решением судей.
Доусон встретился с Леонардо Сантосом 20 марта 2021 года на турнире UFC на ESPN 21. Он выиграл бой нокаутом в третьем раунде. Эта победа принесла ему второй бонус «Выступление вечера».
Грант должен был встретиться с Диего Феррейрой 2 октября 2021 года на турнире UFC Fight Night 193. Однако Феррейра снялся с боя в начале сентября из-за травмы. Вместо этого Доусон встретился с Рикки Гленном 23 октября 2021 года на турнире UFC Fight Night 196. Бой закончился вничью по решению большинства судей. 8 из 11 СМИ отдали победу Доусону.
Грант, заменивший Рафаэля Алвеса, встретился с Джаредом Гордоном 30 апреля 2022 года на турнире UFC on ESPN 35. Он выиграл бой удушающим приемом сзади в конце третьего раунда.
Грант встретился с Марком Мэдсеном, заменив Драккара Клозе , 5 ноября 2022 года на UFC Fight Night 214.
На взвешивании Доусон весил 157,5 фунтов, что на полтора фунта больше лимита легкого веса. Его бой проходил в промежуточном весе, и он был оштрафован на 30 % от своего индивидуального гонорара, который достался Мэдсену.
Он выиграл бой удушающим приемом сзади в третьем раунде.
Грант встретился с Дамиром Исмагуловым 1 июля 2023 года на турнире UFC on ESPN 48. Он выиграл бой единогласным решением судей.
Доусон встретился с Кингом Грином 7 октября 2023 года на турнире UFC Fight Night 229.
Он проиграл нокаутом в первом раунде.
Доусон встретился с Джо Солецки 1 июня 2024 года на турнире UFC 302. Имея более тринадцати минут контроля над соперником, Доусон выиграл бой единогласным решением судей.
Доусон встретился с Рафой Гарсией 12 октября 2024 года на турнире UFC Fight Night 244. Он выиграл бой техническим нокаутом с помощью ударов локтями и руками во втором раунде.

## Достижения и титулы
- Ultimate Fighting Championship
  - Обладатель бонуса «Выступление вечера» (дважды) против Майкла Тризано и Леонардо Сантоса
  - Второй по проценту времени контроля в истории легкого дивизиона UFC (68,7 %)
  - Самый высокий процент позиции сверху в истории легкого дивизиона UFC (60,1 %)

## Статистика в MMA
| Боёв 26  | Побед 23 | Поражений 2 |
| -------- | -------- | ----------- |
| Нокаутом | 5        | 2           |
| Сдачей   | 13       | 0           |
| Решением | 5        | 0           |
| Ничьи    | 1        | 1           |

| Результат | Рекорд | Соперник         | Способ                 | Турнир                                     | Дата            | Раунд | Время | Место                      | Примечание                                      |
| --------- | ------ | ---------------- | ---------------------- | ------------------------------------------ | --------------- | ----- | ----- | -------------------------- | ----------------------------------------------- |
| Победа    | 23-2-1 | Диего Феррейра   | Единогласное решение   | UFC 311                                    | 18 января 2025  | 3     | 5:00  | Инглвуд, Лос-Анджелес, США |                                                 |
| Победа    | 22-2-1 | Рафа Гарсия      | TKO (удары)            | UFC Fight Night: Ройвал vs. Таира          | 12 октября 2024 | 2     | 1:42  | Лас-Вегас, Невада, США     |                                                 |
| Победа    | 21-2-1 | Джо Солецки      | Единогласное решение   | UFC 302                                    | 1 июня 2024     | 3     | 5:00  | Ньюарк, Нью-Джерси, США    |                                                 |
| Поражение | 20-2-1 | Кинг Грин        | KO (удары)             | UFC Fight Night: Доусон vs. Грин           | 7 октября 2023  | 1     | 0:33  | Лас-Вегас, Невада, США     |                                                 |
| Победа    | 20-1-1 | Дамир Исмагулов  | Единогласное решение   | UFC on ESPN: Стрикленд vs. Магомедов       | 1 июля 2023     | 3     | 5:00  | Лас-Вегас, Невада, США     |                                                 |
| Победа    | 19-1-1 | Марк Мэдсен      | Сдача (удушение сзади) | UFC Fight Night: Родригес vs. Лемус        | 5 ноября 2022   | 3     | 2:05  | Лас-Вегас, Невада, США     | Бой в промежуточном весе; Доусон не сделал вес  |
| Победа    | 18-1-1 | Джаред Гордон    | Сдача (удушение сзади) | UFC on ESPN: Фонт vs. Вера                 | 30 апреля 2022  | 3     | 4:11  | Лас-Вегас, Невада, США     |                                                 |
| Ничья     | 17-1-1 | Рикки Глен       | Решение большинства    | UFC Fight Night: Коста vs. Веттори         | 23 октября 2021 | 3     | 5:00  | Лас-Вегас, Невада, США     |                                                 |
| Победа    | 17-1   | Леонардо Сантос  | KO (удары)             | UFC on ESPN: Брансон vs. Холланд           | 20 марта 2021   | 3     | 4:59  | Лас-Вегас, Невада, США     | Вернулся в лёгкий вес; «Выступление вечера» (2) |
| Победа    | 16-1   | Нади Наминари    | Единогласное решение   | UFC Fight Night: Фигейреду vs. Бенавидес 2 | 19 июля 2020    | 3     | 5:00  | Абу-Даби, ОАЭ              | Бой в промежуточном весе                        |
| Победа    | 15-1   | Дэррик Миннер    | Сдача (удушение сзади) | UFC Fight Night: Бенавидес vs. Фигейреду   | 29 февраля 2020 | 2     | 1:38  | Норфолк, Вирджиния, США    | Бой в промежуточном весе; Доусон не сделал вес  |
| Победа    | 14-1   | Майкл Тризано    | Сдача (удушение сзади) | UFC Fight Night: dos Anjos vs. Lee         | 18 мая 2019     | 2     | 2:27  | Нью-Йорк, США              | «Выступление вечера» (1)                        |
| Победа    | 13-1   | Джулиан Эросса   | Единогласное решение   | UFC Fight Night: Льюис vs. дус Сантус      | 9 марта 2019    | 3     | 5:00  | Канзас-Сити, США           |                                                 |
| Победа    | 12-1   | Адриан Диас      | Сдача (удушение сзади) | Dana White's Contender Series Сезон 1      | 17 августа 2017 | 2     | 1:15  | Лас-Вегас, Невада, США     |                                                 |
| Победа    | 11-1   | Майк Празола     | Сдача (треугольник)    | Kansas City Fighting Alliance 20           | 1 октября 2016  | 1     | 3:49  | Миссури, США               | Вернулся в полулегкий вес                       |
| Победа    | 10-1   | Кристиан Камп    | TKO (удары)            | Victory FC 52                              | 16 июля 2016    | 2     | 1:43  | Омаха, Небраска, США       |                                                 |
| Поражение | 9-1    | Хью Пулли        | TKO (локти)            | Kansas City Fighting Alliance 18           | 30 апреля 2016  | 1     | 0:35  | Миссури, США               |                                                 |
| Победа    | 9-0    | Роберт Вашингтон | TKO (удары)            | Titan FC 37                                | 4 марта 2016    | 2     | 2:08  | Риджфилд, Вашингтон, США   |                                                 |
| Победа    | 8-0    | Брюс Логан       | TKO (удары)            | Victory FC 47                              | 29 января 2016  | 2     | 3:12  | Омаха, Небраска, США       |                                                 |
| Победа    | 7-0    | Эндрю Каррильо   | Сдача (удушение сзади) | Kansas City Fighting Alliance 15           | 15 августа 2015 | 1     | 3:21  | Миссури, США               |                                                 |
| Победа    | 6-0    | Дэнни Тимс       | Сдача (удушение сзади) | Kansas City Fighting Alliance 15           | 15 августа 2015 | 1     | 4:15  | Миссури, США               | Бой в полулегком весе                           |
| Победа    | 5-0    | Крис МакДэниал   | Сдача (удушение сзади) | ShoFight: Branson Brawl                    | 9 мая 2015      | 1     | 4:07  | Брэнсон, Миссури, США      |                                                 |
| Победа    | 4-0    | Джеймс Смит      | Сдача (удушение сзади) | Victory FC 45                              | 4 апреля 2015   | 1     | 2:30  | Небраска, США              | Вернулся в лёгкий вес                           |
| Победа    | 3-0    | Адам Райдер      | Сдача (удушение сзади) | Shamrock FC: Heavy Artillery               | 7 марта 2015    | 1     | 1:45  | Канзас-Сити, Миссури, США  | Дебют в полулегком весе; Доусон не сделал вес   |
| Победа    | 2-0    | Мэтт Уильямс     | Сдача (армбар)         | DCS 12: Seasons Beatings 2014              | 5 декабря 2014  | 1     | 2:29  | Небраска, США              |                                                 |
| Победа    | 1-0    | Джеримайя Денсон | Сдача (удушение сзади) | Omaha Fight Club 100                       | 24 августа 2014 | 2     | 2:29  | Омаха, Небраска, США       | Дебют в лёгком весе                             |